# (212998) Tolbatchik
(212998) Tolbatchik, nom international (212998) Tolbachik, est un astéroïde de la ceinture principale, de la famille de Hungaria.

## Description
(212998) Tolbatchik est un astéroïde de la ceinture principale, de la famille de Hungaria. Il présente une orbite caractérisée par un demi-grand axe de 1,96 UA, une excentricité de 0,06 et une inclinaison de 21,0° par rapport à l'écliptique.

## Compléments